# Marie-Thérèse Naessens
Marie-Thérèse Naessens (ur. 12 maja 1939 w Nokere) – belgijska kolarka torowa i szosowa, dwukrotna medalistka torowych i brązowa medalistka szosowych mistrzostw świata.

## Kariera
Pierwszy sukces w karierze Marie-Thérèse Naessens osiągnęła w 1960 roku, kiedy na torowych mistrzostwach świata w Lipsku zdobyła srebrny medal w indywidualnym wyścigu na dochodzenie. W zawodach tych wyprzedziła ją jedynie Brytyjka Beryl Burton. Na rozgrywanych rok później mistrzostwach świata w Zurychu w tej samej konkurencji Naessens zajęła trzecie miejsce, ulegając tylko swej rodaczce Yvonne Reynders oraz ponownie Beryl Burton. Ostatni sukces osiągnęła podczas szosowych mistrzostw świata w Salò w 1962 roku, gdzie zdobyła brązowy medal w wyścigu ze startu wspólnego, plasując się za dwoma innymi Belgijkami: Marie-Rose Gaillard oraz Yvonne Reynders. Dwukrotnie zdobywała medale szosowych mistrzostwa kraju, ale nigdy nie zwyciężyła. Startowała również w wyścigach szosowych, ale bez większych sukcesów. Nigdy nie wystąpiła na igrzyskach olimpijskich (kobiety zaczęły rywalizację olimpijską w kolarstwie w 1984 roku).